# Saprosma glomeratum
Saprosma glomeratum là một loài thực vật có hoa trong họ Thiến thảo. Loài này được (Gardner) Bedd. miêu tả khoa học đầu tiên năm 1871.